# Spio martinensis
Spio martinensis är en ringmaskart som beskrevs av Mesnil 1896. Spio martinensis ingår i släktet Spio och familjen Spionidae. Arten är reproducerande i Sverige. Inga underarter finns listade i Catalogue of Life.